# Östafors bruk naturreservat
Östafors bruk är ett naturreservat i Bromölla kommun i Skåne län. Området är naturskyddat sedan 2007 och är 19 hektar stort. Det är beläget söder om Olofström utmed Holjeån på gränsen mellan Skåne och Blekinge.
Genom området slingrar sig Holjeån för att sedan fortsätta norrut i det angränsande Ljungryda naturreservat i Blekinge län. Tillsammans utgör de ett sammanhängande naturskyddat område. Naturen är varierande med forsande vatten och skarpa, getryggsformade, skogklädda rullstensåsar. De branta sluttningarna är klädda med lövträd såsom bok, avenbok och ek. Utmed åkanterna växer en del al. Även öppna marker förekommer.  I ån finns många fiskarter, som öring, elritsa, bäcknejonöga, ål och gädda. I Östafors bruk växer stora bestånd av kungsbräken. Naturreservatet ingår i EU:s ekologiska nätverk, Natura 2000.

## Historik
Holjeåns forsar har använts som kraftkälla för vattenkvarnar (både sågkvarnar och mjölkvarnar) samt en tråd- och spikfabrik.
På 1680-talet benämndes denna forssträcka Maglefoss (magle/mikil: stor på forndanska) och minst en kvarn hade uppförts där. År 1749 fanns minst två sågkvarnar (en på vardera sida av ån) och år 1814 en kombinerad såg- och mjölkvarn på åns östra sida.
| ”                                                          | Ifrån Maglefors sten som ligger norden för retta forssen är gräntzeskildnat på norre tracten i Ammings åå (kommentar: dagens Holjeån) till Liungrya dam. NB. Maglefors är öfwerste hufvudmärcket, emillan Skåne ock Bleckingen, är en berömmelig strijd ström, som kommer ned aff en stoor steenklippa hvars rusande emooth väderskiffte i synnerheedt om winteren kan höras öfwer 2 mijl. Men så starck ock stoor som denne ström är om winteren, så fattas den dock som offtast watn om sommaren att qwarnarna der i åen understundom måe stanna. | „ |
| – Prästen i Jämshög-Näsum Jöns F Sorbonius den 2 juni 1693 | |   |

Östafors bruk, som med hjälp av en likströmsgenerator tillverkade metalltråd och spik, uppfördes på 1920-talet av Gustaf Ekman (1872-1959), som även anlade en damm. De flesta byggnader har nu rivits och kraftverket har upphört, men det finns många spår kvar.